# 6.° Escuadrón de Batalla (Reino Unido)
El 6.º Escuadrón de Batalla (oficialmente y en inglés 6th Battle Squadron) fue un escuadrón de la Marina Real Británica formado por acorazados que servían en la Gran Flota, existiendo desde 1913 hasta 1917.

## Historia

### Primera Guerra Mundial

#### Agosto de 1914
En agosto de 1914, el 6.º Escuadrón de Batalla tenía su base en Portland y estaba compuesto por varios de los acorazados pre-dreadnought más antiguos, que luego fueron asignados a la Segunda Flota entre ellos:
- HMS Lord Nelson
- HMS Agamemnon
- HMS Russel
- HMS Albemarle
- HMS Cornwallis
- HMS Duncan
- HMS Exmouth
- HMS Vengeance

El HMS Lord Nelson y el Agamemnon fueron transferidos al 5.º Escuadrón de Batalla a finales de 1914. El HMS Revenge se unió brevemente al escuadrón en 1915, antes de que el escuadrón fuera disuelto. La mayoría de los barcos fueron enviados al Mediterráneo.

#### Reestructuración
El 13 de noviembre de 1917, el contraalmirante Hugh Rodman izó su bandera en el buque insignia USS New York como comandante de la 9.ª División de Acorazados. Después de los preparativos para el "servicio a distancia", el USS Wyoming, New York, Delaware y Florida zarpó hacia las Islas británicas el 25 de noviembre y llegó a Scapa Flow (Islas Orcadas) el 7 de diciembre de 1917. Aunque conservaron su designación estadounidense como 9.ª División de Acorazados, esos cuatro acorazados se integraron en el  6.º Escuadrón de Batalla de la Gran Flota Británica a su llegada a aguas nacionales. El 6.º Escuadrón de Batalla operaba desde Scapa Flow y Rosyth.
Los acorazados estadounidenses que sirvieron en el 6.º Escuadrón de Batalla fueron:
- USS Florida
- USS Wyoming
- USS New York
- USS Delaware
- USS Texas - comisionado desde enero de 1918
- USS Arkansas - reemplazó al USS Delaware en julio de 1918

## Vicealmirantes y Contralmirantes al mando
Titulares del cargo como siguen:
|                                                            | Empleo          | Bandera | Nombre                | Mandato                                      | Observaciones                                    |
| ---------------------------------------------------------- | --------------- | ------- | --------------------- | -------------------------------------------- | ------------------------------------------------ |
| Vice/Contraalmirante al mando del 6.° Escuadrón de Batalla |                 |         |                       |                                              |                                                  |
| 1                                                          | Vicealmirante   |         | Sir Alexander Bethell | 15 de julio de 1913                          | como 6º Escuadrón de Batalla en la Segunda Flota |
| 2                                                          | Contraalmirante |         | Charles Hope Dundas   | 1913 - 20 de diciembre de 1914               | como 6º Escuadrón de Batalla en la Segunda Flota |
| 3                                                          | Contraalmirante |         | Stuart Nicholson      | 5 de diciembre de 1913 - 12 de abril de 1916 | como RADMHFSNORE                                 |
| 4                                                          | Contraalmirante |         | Hugh Rodman           | 13 de noviembre - diciembre de 1917          | BS DIV9 USN                                      |